# Jelenowskie osiedle wiejskie
Jelenowskie osiedle wiejskie (ros. Еленовское сельское поселение) – jedno z 7 osiedli wiejskich w rejonie krasnogwardiejskim wchodzącym w skład Republiki Adygei. W 2022 liczyło 3277 mieszkańców.